# Arzecla taminella
Espèce
Synonymes
- Thecla taminella Schaus, 1902[1]

Arzecla taminella est une espèce d'insectes lépidoptères (papillons) de la famille des Lycaenidae, sous-famille des Theclinae et du genre Arzecla.

## Dénomination
Arzecla taminella a été décrit par William Schaus en 1902 sous le protonyme de Thecla taminella sur la base d'un spécimen collecté à Castro dans l'État de Paraná au Brésil.

### Noms vernaculaires
Arzecla taminella est communément appelé Taminella Groundstreak en anglais.

## Description
Arzecla taminella est un petit papillon (20 mm d'envergure) qui possède à chaque aile postérieure deux fines queues. Le dessus est beige. Le revers présente de larges bandes, beige, jaune crème, beige et beige clair avec une ligne marginale de chevrons beige et aux ailes antérieures deux ocelles dont un anal.

## Écologie et distribution
Arzecla taminella est présent du Mexique, au Brésil, au Pérou et en Guyane,.

## Protection
Pas de statut de protection particulier.

## Publication originale
- (en) William Schaus, « Descriptions of new American butterflies », Proceedings of the United States National Museum, Washington, Inconnu, vol. 24, no 1262,‎ 1902, p. 383–460 (ISSN 0096-3801 et 2377-6560, OCLC 1259735, DOI 10.5479/SI.00963801.1262.383, lire en ligne).